# Saint-Alban, Ain
Saint-Alban är en kommun i departementet Ain i regionen Auvergne-Rhône-Alpes i östra Frankrike. Kommunen ligger i kantonen Poncin som ligger i arrondissementet Nantua. Kommunens areal är 8,08 km². År 2022 hade Saint-Alban 195 invånare.

## Befolkningsutveckling
Antalet invånare i kommunen Saint-Alban
Referens: INSEE